# Rachel Daly
Rachel Ann Daly, född 6 december 1991 i Harrogate, är en engelsk professionell fotbollsspelare (anfallare) som spelar för Aston Villa WFC och har spelat för det engelska landslaget och för Storbritanniens landslag. Hon spelade för England både i VM i Frankrike år 2019 och i EM på hemmaplan i England år 2022. Hon spelade även i VM i Australien och Nya Zeeland 2023. Hon har tidigare spelat både som mittfältare och som försvarare.
Den 10 april 2024 meddelade Daly att hon avslutade sin landslagskarriär.